# Terremoto de las islas Yaeyama de 1771
El terremoto de las islas Yaeyama de 1771 ocurrió alrededor de las 08:00 hora local del 24 de abril de 1771, al sur-sureste de la isla Ishigaki, parte del antiguo Reino Ryūkyū y ahora parte de la actual Okinawa, Japón. Según los registros, 8.439 personas murieron en la isla Ishigaki y 2.548 en la isla Miyako.

## Análisis del terremoto
Según la publicación del gobierno japonés Rika-Nenpyō o Tablas científicas cronológicas, el epicentro se ubicó a 40 kilómetros al sur-sureste de la isla Ishigaki con una magnitud de 7,4. Según el Laboratorio Mamoru Nakamura, de la Universidad de Ryūkyūs, el sismo se debió a la actividad de la falla al este de la isla Ishigaki y se estima que la magnitud fue de 7,5. Una simulación posterior condujo a la actividad de fallas en la fosa oceánica de Ryūkyū y la magnitud fue de 8,0. Además, existe una hipótesis que afirma que la magnitud fue de 8,5. La profundidad fue de 6 kilómetros. Esta trinchera se encuentra entre la placa del mar de Filipinas y la placa euroasiática. La disparidad en la cantidad de sacudidas registradas y el tamaño del tsunami ha llevado a la interpretación de este evento como un terremoto de tsunami.

## Daños

### Terremoto
Se considera que el terremoto registró una intensidad de 4 en la escala de intensidad sísmica de la Agencia Meteorológica de Japón en las islas Yaeyama, y los daños causados por el terremoto en sí no fueron tan graves como los del tsunami posterior.

### Tsunami
Los muertos y desaparecidos ascendieron a 13.000 personas, y más de 2.000 casas fueron destruidas en las isla Ishigaki y Miyakojima. Se ha estimado que la agricultura local sufrió graves daños debido a la invasión del agua del mar y la población disminuyó a aproximadamente un tercio de lo que era antes del terremoto. En la isla de Ishigaki, la altura se estimó por primera vez entre 40 y 80 metros de altura a partir de documentos históricos. Sin embargo, teniendo en cuenta la precisión aproximada de los instrumentos de medición en este momento y teniendo en cuenta los parámetros geomorfológicos, la altura máxima se ha vuelto a estimar en unos 30 metros.
Tras el tsunami, los daños que causó fueron tales que provocaron una hambruna que se prolongó durante 80 años.

## Rocas
Hay muchas rocas enormes en las costas de las islas Yaeyema y Miyako que se cree que fueron depositadas por los tsunamis. Había una leyenda de que desapareció un islote, pero esto nunca se ha verificado. Este conjunto de rocas se llama Rocas del Tsunami de la Costa Este de Ishigaki. Entre ellos, Yasura-ufukane, Amatariya–Suuari y Taka-koru sishi han sido arrastrados por el tsunami de las islas Yaeyama de 1771.